# فينيليفرين
الفينيليفرين هو من الادوية الناهضة للمستقبلات الأدرينيلية الانتقائية الألفاوية من فئة الفينيثيلامين، ويستخدم بشكل اساسي كمزيل للاحتقان، ولتوسيع حدقة العين، ولزيادة ضغط الدم. ويتم أيضا تسويق الفينيليفرين كبديل للسودوايفيدرين «دواء مضاد للاحتقان». بالرغم ان الدراسات اثبتت ان الفينيليفرين ليس بالاكثر فاعلية من «البلاسيبو».
ومن الجدير بالذكر ان الفينيلفرين قد يسبب انخفاض في ضربات القلب عن طريق بطء القلب الانعكاسي.

## الاستخدامات الطبية

### مضاد للاحتقان
فينيليفرين يستخدم كمضاد للاحتقان ويباع على شكل دواء يعطى عن طريق الفم أو على شكل رذاذ الأنف، ويعتبر أيضا من أهم ادوية الاحتقان التي تصرف بدون وصفة طبية.
كما والجدير بالذكر انه يوجد هناك مضادات احتقان أخرى وتشمل السودوايفيدرين والأُكسي ميتازولين. اقترح الصيادلة ليزلي هيندليز وراندي هاتون من جامعة فلوريدا في عام 2006 أن جرعة 10 مغم من الفينيليفرين عن طريقة الفم، ليست فعالة بالشكل الكافي لإزالة الاحتقان، بحجّة أن الدراسات التي استخدمت للموافقة النظامية على هذا الدواء في الولايات المتحدة الاميريكية عام 1976 كانت غير كافية لإثبات فعالية الفينيليفرين على جرعة 10 مغم، وغير كافية أيضا لإثبات سلامته على جرعات أعلى.
وفي تحليل لاحق عام 2007 عن طريق هاتون وعلماء آخرون، كانت نتائج هذا التحليل ان الدلائل على فعالية هذه الجرعة 10 مغم من هذا الدواء غير كافية، على الرغم من انه تم نشر تحليل تالي بعد وقت قصير من قِبل الباحثين في شركة جلاكسو سميث كلاين، وخلصت نتائج هذا التحليل إلى أن جرعة 10 مغم من الفينيليفرين تعتبر بشكل ملحوظ أكثر فاعلية من «البلاسيبو».
ومع كل هذه الدراسات، فإن شركة الادوية غلاكسو سميث كلاين البريطانية لها الكثير من المنتجات التي تحتوي على الفينيليفرين، مما تسبب في بعض التكهنات حيال بعض المنشورات أو حيال بعض التقنيات الأخرى المثيرة للجدل.
وفي عام 2007 اجريت دراسات من قِبل شركة وايث للرعاية الصحية للمستهلك تشير إلى ان هناك سبع دراسات اجريت في عام 1976 وجميعها تؤكد فاعلية الفينيليفرين على جرعة 10 مغم.
نشرت دراستان في عام 2009 تتحدثان عن تأثير الفينيليفرين على اعراض حساسية الانف من خلال تعريض المصابين لحبوب لقاح في بيئة داخلية مراقبة. وكانت الدراسة غير قادرة على التمييز بين آثار الفينيلفرين واثار البلاسيبو.
لكن كان من الواضح ان العلاج بالسودوايفيدرين والوراتادين-والمونتيلوكاست أكثر فاعلية من الفينيلفرين والبلاسيبو.
ومع استمرار النقاش، أوقفت منظمة الغذاء والدواء القرار المتعلق باستخدام الفينيلفرين كدواء مزيل للاحتقان عن طريق الانف عام 1976.
ومن الجدير بالذكر، أن الفينيلفرين يستخدم كبديل للسودوايفيدرين لعلاج الاحتقان، نظراً لان السودوايفيدرين في صناعة الميثامفيتامين غير المشروع، وقد شُكّك بفاعليّته كدواء للاحتقان عن طريق الأنف، مع وجود دراسات متعددة لم تصل إلى اتفاق بعد.

### البواسير
تظهر البواسير بسبب وجود تورم في الأوردة في منطقة الشرج، ويستخدم الفينيلفرين بشكل موضعي لتخفيف أعراض البواسير، كيف؟ نظرا لان الفينيلفرين يعمل كمضيّق للاوعية الدموية فإنه سيضيّق هذه الاوردة المتورمة في منطقة الشرج وبالتالي سيخفف الآلام الناتجة عن البواسير.
والمواد المستخدمة للعلاج من الممكن أن تشمل منتجات من شأنها ان تشكل حاجز وقائي على المنطقة الملتهبة وذلك لتقليل الالم عند تمرير البراز.

### توسيع حدقة العين
يستخدم الفينيلفرين كقطرات للعين لتوسيع الحدقة مما يساعد على تحسين البصر عن طريق الشبكية. ومن الجدير بالذكر ان الفينيلفرين يستخدم كدواء مساعد مع التروبيكاميد نظرا لان التروبيكاميد وحده غير كافي.
زرق ضيّق الزاوية في العين «المياه الزرقاء في العين» يعتبر من أحد مضاعفات استخدام دواء الفينيلفرين. باعتبارها موسّع للحدقة، متوافرة فهي متوفرة بنسبة قليلة 2.5% و 10%.
تضاف قطرات الفينيلفرين الي العين بعد وضع مخدّر موضعي عليها.

### رافع للضغط
يستخدم فينيليفرين عادة بمثابة رافع للضغط لزيادة ضغط الدم في المرضى الذين يعانون من انخفاض ضغط الدم غير المستقر، خصوصا الناتج من الصدمة الإنتانية. هذا الاستخدام شائع في ممارسات التخدير أو الرعاية الحرجة؛ وهي مفيدة بشكل خاص في مواجهة تأثير خافض للضغط من التخدير فوق الجافية وتحت العنكبوتية، وكذلك تأثير موسع للأوعية من السموم البكتيرية والاستجابة الالتهابية في تعفن الدم ومتلازمة الاستجابة الالتهابية الجهازية. مدة التخليص (نصف حياة) الفينيليفرين تبلغ حوالي 2.5 إلى 3 ساعات. والآثار السريرية من جرعة وريدية واحدة من الفينيليفرين تعد قصيرة الأمد وتحتاج إلى أن تتكرر كل 10-15 دقيقة. عادة يتم إعطاء الدواء بالحقن الوريدي حيث يتم معايرته بحذر باستخدام حقنة أو مضخة حجمية. لما له من أثار مضيقة للأوعية، يمكن أن يسبب الفينيليفرين نخر شديد إذا اخترق الأنسجة المحيطة به. لهذا السبب، يجب أن يعطى من خلال خط وسط إذا كان ذلك ممكنا. يمكن منع الضرر أو التخفيف منه عن طريق اختراق الأنسجة بالفينتولامين المغملق لمستقبلات الألفا عن طريق الحقن تحت الجلد.
يستخدم هيدروكلوريد فينيليفرين بتركيز 0.25٪ كمضيق للأوعية في بعض التحاميل.

### الانتصاب المستمر/ الكساح
يستخدم فينيليفرين من قبل أطباء المسالك البولية لانهاء الانتصاب المستمر. تم تخفيفه مع محلول ملحي وحقنه مباشرة في كفرنوسا. آلية العمل هي أن يسبب انقباض الأوعية الدموية الداخلة في القضيب، مما تسبب في انخفاض تدفق الدم والتخفيف من الانتصاب المستمر. وتعطى حقنة كل 3-5 دقائق. إذا لم يتم حل الانتصاب في ساعة، يجب اعتبار شكل آخر من أشكال العلاج.

## الآثار السلبية

### القلب
الأثر السلبي الأساسي للفينيليفرين هو ارتفاع ضغط الدم. وعادة ما ينصح الأشخاص الذين يعانون من ارتفاع ضغط الدم لتجنب المنتجات التي تحتوي عليه. لأن هذا الدواء هو أمين محاكي الودي لكن دون نشاط بيتا الأدرينالية، فإنه لا يزيد من قوة انقباض عضلة القلب ولا يزيد كمية الدم الناتجة منه. فإنه قد يزيد ضغط الدم مما يؤدي إلى بطء معدل ضربات القلب من خلال تحفيز مستقبلات الضغط الوعائية (مثل الشرايين السباتية). ومن الآثار السلبية الشائعة عند إعطاء الفينيليفرين عن طريق الوريد هو رد بطء القلب (رد فعل لا ارادي). قطرات العين قليلة التركيز لا تسبب تغيرات في ضغط الدم والتغيرات الناتجة من استخدام جرعات أعلى لا تدوم طويلا.

### أخرى
ويمكن لتضخم البروستات أن يزداد سواء بسبب الاستخدام، والاستخدام المزمن يمكن أن يؤدي إلى احتقان في الاوعية الدموية. الأشخاص الذين أصيبوا بالقلق أو اضطرابات الذعر من قبل، أو أعطيوا دواء مضاد للصرع يجب أن يتجنبوا هذه المادة.
تفاعل الدواء قد ينتج نوبات صرع. وقد ثبت أن بعض المرضى يعانون من اضطراب في المعدة، وتشنجات شديدة في البطن، ومشاكل قيء متعلقة بهذا الدواء.فينيليفرين من فئة C بالنسبة للحمل. ونظرا لعدم وجود دراسات أجريت على الحيوانات والبشر، من غير المعروف ما إذا كان هناك ضرر على الجنين. وينبغي إعطاء فينيليفرين فقط للنساء الحوامل الذين لديهم حاجة واضحة 
الاستخدام طويل المدى قد يؤدي إلى الْتِهابُ الأَنْفِ الدَّوائِيُّ المَنْشَأ، وهي حالة من احتقان الأنف الارتدادية.

### التفاعلات الدوائية
ان زيادة ضغط الدم الناتجة عن استخدام الفينيلفرين من الممكن أن تزيد أكثر إذا تم أخذ مثبط أوكسيداز أحادي الأمين، مضادات الاكتئاب ثلاثية الحلقات، والهيدروكورتيزون. المرضى الذين يتناولون هذه الأدوية يجب أن يتناولوا جرعة أقل من فينيليفرين لتحقيق زيادة مماثلة في ضغط الدم.
ويمكن أن تشمل الأدوية التي قد تقلل من آثار فينيليفرين: حاصرات قنوات الكالسيوم، مثبطات الاي سي أي والبينزوديازيبين
والمرضى الذين يتناولون هذه الأدوية قد يحتاجوا إلى جرعة أعلى من فينيليفرين لتحقيق زيادة مماثلة في ضغط الدم.

## آلية العمل
تتم عملية الأيض للفينيلفرين الذي يتم تناوله بالفم بواسطة الانزيم المؤكسد أحادي الامين ، وهو انزيم متواجد خارج الخلايا في جميع انحاء الجسم. مقارنة مع الفينيلفرين الذي يؤخذ عبر الوريد، فأن له توافر بيولوجي أقل ومتغير، فقط ما يصل إلى 38%.
الفينيليفرين دواء مقلد أي انه يحاكي عمل الايبينيفرين (المعروف باسم الادرينالين) أو النورايبينيفرين. يربط الفينيليفرين بشكل انتقائي مع مستقبلات الألفا التي تسبب انقباض الأوعية الدموية، وقد يسبب آثار جانبية مثل الصداع، بطء رد الفعل، الاستثارة، الأرق وعدم انتظام ضربات القلب، لذلك لا ينبغي استخدام الفينيلفرين للمرضى الذين يعانون من ارتفاع ضغط الدم.
بينما السودوفدرين يسبب تضيق الأوعية على حد سواء مع زيادة التخليص للمخاط الهدبي من خلال النشاط الأدرينالي غير المحدد، في حين ان النشاط الادرينالي التحولي للفينيليفرين الذي يرتبط بشكل محدد مع مستقبلات الالفا يسبب فقط تضيق الأوعية الدموية، مما يؤدي إلى اختلاف في أساليب العمل.

## بديل السودوفدرين
كلا السودوفدرين والفينيلفرين يستخدمان كمضاد للاحتقان، وحتى وقت قريب، كان السودوفدرين أكثر شيوعا ومتوافر بشكل أكبر في الولايات المتحدة. لقد تغير هذا وفقا لأحكام قانون مكافحة وباء الميثامفيتامين عام 2005 الذي وضع قيودا على بيع منتجات السودوإيفيدرين لمنع تصنيع الميثامفيتامين سرا.منذ عام 2004، تم تسويق الفينيلفرين بشكل متزايد كبديل للسودوإيفيدرين حيث أن بعض الشركات المصنعة قد غيرت المكونات الفعالة للمنتجات لتفادي القيود المفروضة على المبيعات.
لقد كان الفينيليفرين إحدى براءات الاختراع لبعض الوقت، ويوجد له العديد من العلامات التجارية العامة المتاحة.